# 모이라

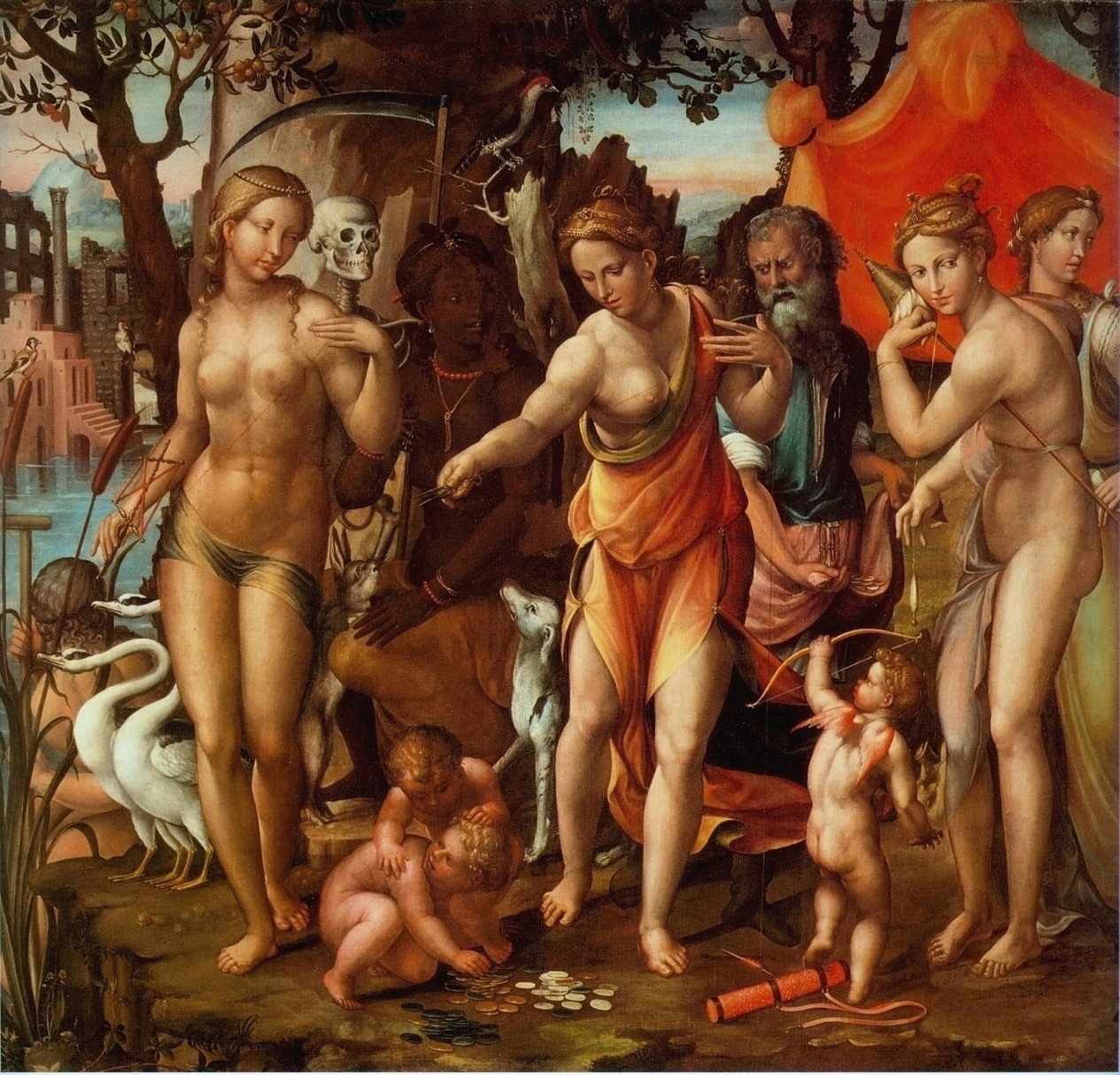
운명의 세 여신.

모이라이 또는 모에라이(고대 그리스어: Μοῖραι, 운명들)은 그리스 신화에 나오는 세 명의 "운명의 여신"을 말한다. 이들의 이름은 ‘각자가 받은 몫’이란 뜻의 모이라 (μοῖρα)가 신격화된 이름이다. 로마 신화에서는 파르카이(라틴어:Parcae)에 해당한다.
헤시오도스의 에 따르면 운명의 여신들은 원초적인 신 닉스의 자녀들이다. 다른 전승에서는 그들은 제우스와 티탄 여신인 테미스와 사이에서 태어났다고도 한다. 이들은 인간의 생명을 관장하는 실을 관리하는데 한 명이 그 실을 자으면 다른 한 명은 이를 감고 나머지 한 명은 인간의 목숨이 다하면 그 실을 끊는다고 한다.
| “ | 밤은 또 운명의 여신들과 무자비하게 응징하는 죽음의 여신들을 [인간들이 태어날 때 그들에게 행운과 불행을 정해주는 클로토와 라케시스와 아트로포스를] 낳으니 이들은 인간들과 신들의 범법을 추적하되 죄지은 자들을 응징하기 전까지는 결코 무서운 노여움을 풀지 않는다. | ” |
|   | — 헤시오도스, 신통기, 210~221행 |   |

다음은 세명의 운명의 여신들이다.
- 클로토(그리스어: Κλωθώ – "실을 잣는 여자") : 인간의 운명의 실을 잣는 여신 로마 신화에서는 노나(Nona) 여신이다. 인간이 임신중인 9달을 관장하는 여신이다.

- 라케시스(그리스어: Λάχεσις – "할당하는 여자" ) : 인간의 생명의 길이들 할당하는 실을 감는다. 로마 신화에서 데키마(Decima)에 해당한다.

- 아트로포스(그리스어: Ἄτροπος – "되돌릴 수 없는 여자" 혹은 "가차없는 여자") : 생명의 실타레를 자르는 역할을 함. 인간의 죽음의 시기와 방법을 결정하는데 그녀의 가차없는 가위질로 인간의 생명을 거두어 들인다. 로마로 와서는 모르타(Morta)와 동격이다.

## 같이 보기
- 아샤
- 그라이아이
- 라이마 (신화)
- 노른
- 파르카이
- 트리무르티